# Celine Samoborske
 Celine Samoborske  falu Horvátországban Zágráb megyében. Közigazgatásilag Szamoborhoz tartozik.

## Fekvése
Zágrábtól 18 km-re nyugatra, községközpontjától 4 km-re északkeletre, a Gradna-patak jobb partján az A3-as autópálya mellett fekszik.

## Története
1598-ban „Czelyna ad Samobor” néven említik először. 1783-ban az első katonai felmérés térképén „Dorf Czeline” néven szerepel. 1857-ben 88, 1910-ben 193 lakosa volt. Trianon előtt Zágráb vármegye Szamobori járásához tartozott. 2011-ben 292 lakosa volt.

## Lakosság
| Lakosság változása | Lakosság változása | Lakosság változása | Lakosság változása | Lakosság változása | Lakosság változása | Lakosság változása | Lakosság változása | Lakosság változása | Lakosság változása | Lakosság változása | Lakosság változása | Lakosság változása | Lakosság változása | Lakosság változása | Lakosság változása |
| ------------------ | ------------------ | ------------------ | ------------------ | ------------------ | ------------------ | ------------------ | ------------------ | ------------------ | ------------------ | ------------------ | ------------------ | ------------------ | ------------------ | ------------------ | ------------------ |
| 1857               | 1869               | 1880               | 1890               | 1900               | 1910               | 1921               | 1931               | 1948               | 1953               | 1961               | 1971               | 1981               | 1991               | 2001               | 2011               |
| 88                 | 96                 | 136                | 177                | 155                | 193                | 212                | 214                | 209                | 212                | 206                | 240                | 244                | 262                | 280                | 292                |

## Külső hivatkozások
- Szamobor hivatalos oldala
- Szamobor város turisztikai egyesületének honlapja
- Az első katonai felmérés térképe (1763-1787)